# 강재원 (승려)
강재원(姜在源, 1898년 ~ 1939년 11월 21일)은 일제강점기의 승려이다. 법명은 만호(蔓湖)이다.

## 생애
전라남도 구례군 천은사 소속 승려로 일본에 유학해 니혼 대학 사회과에서 수학했다. 1926년에 니혼 대학을 졸업하고 귀국하여, 1928년 조선불교승려대회 준비위원회의 서무부 3인 중 한 명으로 선정되는 등 활발한 활동을 하였다. 이 승려대회는 조선 불교계의 통일을 추진하는 혁신파 승려들이 주도한 것으로, 1929년 경성부 시내의 각황사에서 조선불교선교양종승려대회라는 이름으로 열렸고 강재원도 정식 회원으로 참가했다.
중앙교무원에서도 사무원으로 재직하였고, 1931년에는 천은사 주지로 조선총독부의 인가를 받았다. 3년의 임기를 마친 뒤인 1934년에는 재임 인가를 받았다. 두 번째 임기 중이던 1937년 중일 전쟁이 발발했는데, 강재원은 말사 주지로는 이례적으로 전쟁 협력에 적극 나섰다. 주지 자신을 포함한 승려들이 매일 식량을 절약하여 모은 금액 등으로 일본군 위문금 84원 70전을 구례경찰서에 헌납하여, 이 사실이 미담으로 《매일신보》에 보도되었다.
1938년 3월 중앙교무원 평의원회에서 신임 감사로 선출되었고, 그해 6월에는 본사인 화엄사 주지로 승격하여 총독부의 인가를 받았다. 화엄사 주지로서도 1939년 7월 7일 중일 전쟁 2주년 기념일을 맞아 위문금 12원을 헌납한 일이 있다. 이 가운데 1원은 주지 강재원이 낸 금액이었다. 화엄사 주지 임기 중 사망했다.

## 같이 보기
- 천은사
- 화엄사

## 참고자료
- 임혜봉 (2005년 3월 1일). 〈강재원 : 친일 업적으로 《매일신보》에 보도된 화엄사 주지〉. 《친일 승려 108인》. 서울: 청년사. 225~227쪽쪽. ISBN 9788972783848.